# Santo Daime
Santo Daime är en synkretistisk religion som grundades år 1930 av Raimundo Irineu Serra, en gummitappare som flyttat från Brasiliens atlantkust till delstaten Acre på gränsen till Peru. Santo Daime bygger på katolicism och har införlivat element från spiritism, afrikansk animism och schamanism från latinamerikanska ursprungsfolk.
Santo Daime-kyrkan vill främja en hälsosam livsstil i enlighet med Irineus motto: Harmoni, kärlek, sanning och rättvisa. Kyrkan har spridits över världen från 1990-talet.

## Historia
Raimundo Irineu Serra föddes 1892 i delstaten Maranhão i nordöstra Brasilien. Hans föräldrar Sancho Martinho Serra och Joana de Assunção Serra hade afrikanskt ursprung. Fadern var en frigiven slav och modern en hängiven katolik. När Raimundo blev vuxen reste han västerut på Amazonfloden och fick arbete på gummiplantagen Carmen i Brasiléia där han stannade i sex år. 
Serra fick kontakt med peruanska indianer och blev initierad i deras religion. Under påverkan av deras heliga medicin, ayahuasca, fick han sin första uppenbarelse. Den Gudomliga Modern sade åt honom att gå ut i regnskogen, vara ensam i åtta dagar, bara dricka ayahuasca-te och är bara äta maniokgröt. Under denna retreat fick han kontakt med Skogens drottning som sade åt honom att starta en ny kyrka där ayahuasca skulle användas som ett sakrament. På 1930-talet samlade Ireneu Serra en grupp anhängare i Rio Branco och det blev starten för Santo Daime-kyrkan. Mäster Ireneu fick åter visioner av Skogens drottning och han började kanalisera hymner. Dessa sånger sjungs alltjämt och har blivit kyrkans förkunnelse. Irineu grundade CICLU, Centro de Iluminação Cristã Luz Universal. Santo Daime-kyrkan växte under kommande decennier i delstaten Acre. Raimundo Irineu Serra dog den 6 juli 1971 i sitt hem i Rio Branco.

### Sebastião Mota de Melo
En av Mäster Irineus lärjungar, Sebastião Mota de Melo, fortsatte att leda kyrkans arbete. Han har blivit känd som Padrinho Sebastião (Fader Sebastian). I början av 1980-talet flyttade han kyrkans huvudkontor till den lilla staden Céu do Mapiá i delstaten Amazonas. Padrinho Sebastião ledde kyrkans möten med sin familj och vänner till sin död 1990. Därefter övertogs arbetet av hans son Alfredo Gregorio de Melo, som alltjämt är kyrkans ledare.

## Ayahuasca
Psykedeliska droger har länge använts av ursprungsfolk i Amazonas. Ayahuasca är en transkription från Quechuaspråket, där aya betyder ande och huascua betyder vin eller te.
Den form som används inom Sante Daime har en fastställd beredning och sammansättning av Banisteriopsis caapi och blad från Psychotria viridis, jagobe och raina som kokas i vatten över en eld. Denna blandning kallas kort och gott Daime.
I Brasilien har användning av ayahuasca i religiösa sammanhang varit tillåtet sedan 1986.

## Ritual
Heliga sånger och dans är grunden i Sante Daime-kyrkan. Målet är ett mer andligt liv i harmoni med naturen. Caravacakorset med dubbla horisontella bjälkar står på ett altare. Varje möte börjar och slutar med kristna böner, bland annat Fader vår och Ave Maria. Deltagarna dricker ayahuasca, sedan följer en tyst meditation som följs av danser, några deltagare skakar på maracas. Den kristna kärnan kombineras med personlig gnosis och en animistisk förståelse av naturen, inklusive Solen, Månen och stjärnorna. Även schamanistiska varelser från Amazonas ursprungsfolk hyllas, liksom den afrikanska havsgudinnan Yemanjá, som symboliserar jungfru Maria. 

## Hymner
Santo Daimes evangelium ligger i samlingarna av hymner.

- Mäster Ireneu efterlämnade två delar, O cruzeiro och Cruzeirinho, sammanlagt 129 sånger.
- Sebastião Mota de Melo, kompletterade med ett 30-tal sånger och hans hustru, Madrinha Rita sammanställde Lua Branca (den vita månen). Även andra medlemmar har bidragit med sånger.

Dessa sånger förmedlar Sante Daime-kyrkans lära och syftar till att deltagarna ska få erfara närheten till det gudomliga och ackompanjeras av maracas och gitarr, dragspel eller flöjt. Deltagarna får kontakt med regnskogen, som personifieras av Skogens drottning.

## Rättslig status
Brasiliens läkemedelsverk begärde 1987 att ayahuasca skulle prövas och om kyrkan exploaterade deltagare. En tjänsteman besökte Ceu de Mapiá och deltog i en ceremoni och slag fast att det inte fanns belägg för skadliga effekter. Läkemedelsverket i Brasilien fastslog 1992 att ayahuasca får användas i religiösa sammanhang.
Vid Riokonferensen 1992 deltog många religiösa NGO från världens stora religioner. Santo Daime-kyrkan anordnade en nattlig ceremoni för sex hundra deltagare där Daime serverades.
Därefter började Santo Daime spridas över världen och finns i latinamerikanska länder, USA och Kanada, i Europa, Australien och Japan.
- 2001 vann Santo Daime en rättegång i Nederländerna och ayahuasca får användas ceremoniellt.
- 2005 prövades Santo Daime i Frankrike med samma resultat.
- 2006 arresterades 24 Santo Daime-medlemmar i Italien. Domstolen fann att de inte brutit mot italiensk lag.
- 2008 prövades ayahuasca i USA och blev godkänt.

## Akademisk forskning
Vid Uppsala universitet skrevs en avhandling i kulturantropologi om den brasilianska, religiösa miljörörelsen Santo Daime som presenterades 2007.

## Galleri

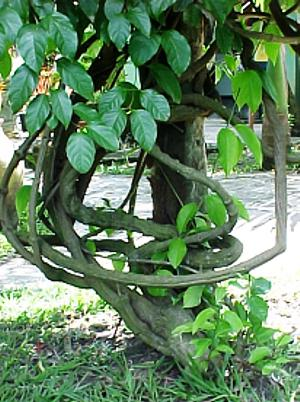
Jagube
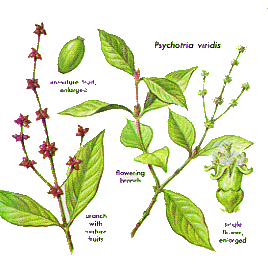
Psychotria viridis
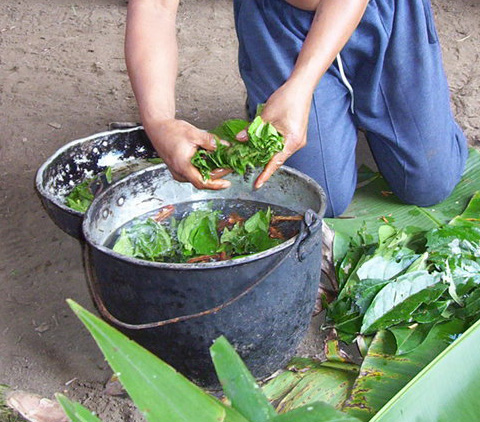
Ayahuascakokning